# کریستیانه نوسلاین-فولهارت
کریستیانه نوسلاین-فولهارت (آلمانی: Christiane Nüsslein-Volhard؛ زادهٔ ۲۰ اکتبر ۱۹۴۲) یک زیست‌شناس اهل آلمان است. 
وی همچنین برنده جوایزی همچون جایزه نوبل فیزیولوژی و پزشکی شده است. او در رشته زیست شناسی مولکولی تصمیم گرفت روی ژنتیک متمرکز شود.